# Logan Morrison
Justis Logan Morrison (né le 25 août 1987 à Kansas City, Missouri, États-Unis) est un joueur de premier but ayant évolué dans la Ligue majeure de baseball de 2010 à 2020.

## Carrière

### Marlins de Miami
Après des études secondaires à la Northshore High School de Slidell (Louisiane), Logan Morrison est repêché le 7 juin 2005 par les Marlins de la Floride au 22e tour de sélection. Il retarde sa réponse et entame des études supérieures au Maple Woods Community College. Il signe son premier contrat professionnel avec les Marlins le 29 mai 2006 et perçoit un bonus de 225 000 dollars.
Morrison passe trois saisons en Ligues mineures où il joue principalement au premier but.
Morrison montre une moyenne au bâton de 0,307 avec 45 points produits chez les Zephyrs de la Nouvelle-Orléans, le club-école des Marlins, lorsqu'il est rappelé des mineures le 26 juillet 2010 pour remplacer Chris Coghlan, blessé, dans la formation. Il fait ses débuts en Ligue majeure le 27 juillet. Voltigeur de gauche partant des Marlins ce jour-là, il réussit son premier coup sûr en carrière, aux dépens du lanceur partant Matt Cain des Giants de San Francisco. Il réussit son premier coup de circuit le 27 août contre Tommy Hanson des Braves d'Atlanta et termine sa première saison avec deux circuits, 18 points produits et une moyenne au bâton de ,283 en 62 parties jouées.
En 2011, le voltigeur participe à 123 matchs des Marlins et frappe pour ,247 avec 23 coups de circuit et 72 points produits.
Régulièrement blessé au genou, il joue peu en 2012 et 2013, où il entre en jeu dans 93 et 85 parties des Marlins, respectivement. Ces blessures le forcent à passer en 2013 du champ extérieur au poste de joueur de premier but. Il frappe pour ,230 avec 11 circuits et 36 points produits en 2012, puis réussit 6 circuits et récolte 36 points produits la saison suivante, dans laquelle il maintient une moyenne au bâton de ,242.

### Mariners de Seattle

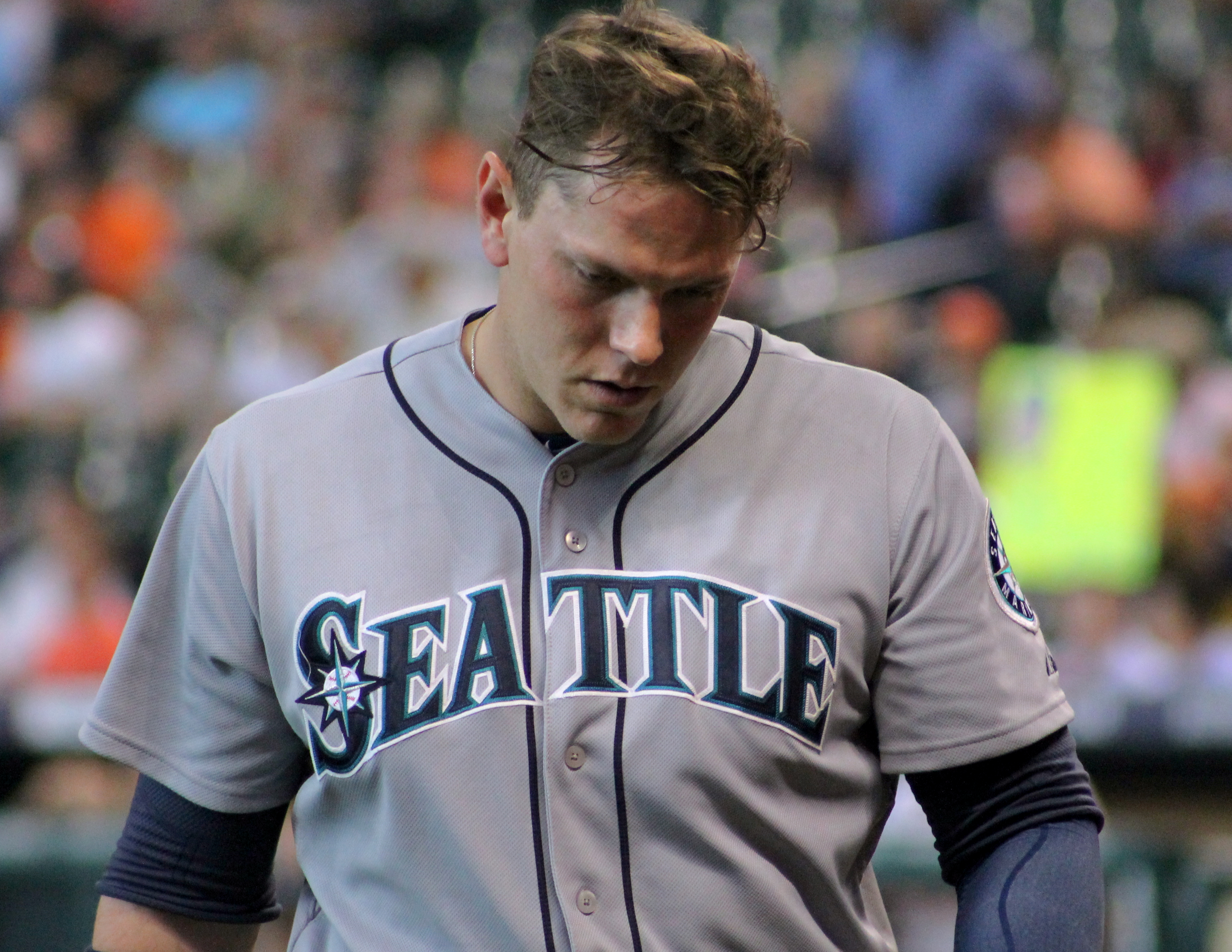
Logan Morrison en 2014 avec les Mariners de Seattle.

Le 13 décembre 2013, Morrison est échangé aux Mariners de Seattle contre le lanceur droitier Carter Capps.
Après une première saison en 2014 où il frappe pour ,262 de moyenne au bâton avec 11 circuits en 99 matchs, Morrison enchaîne en 2015 avec 17 circuits mais une faible moyenne au bâton de ,225 en 146 parties jouées.

### Rays de Tampa Bay
Le 5 novembre 2015, les Mariners de Seattle échangent Morrison, le joueur d'utilité Brad Miller et le lanceur de relève droitier Danny Farquhar aux Rays de Tampa Bay contre le lanceur partant droitier Nate Karns, le lanceur de relève gaucher C. J. Riefenhauser et le voltigeur des ligues mineures Boog Powell.

## Statistiques
| Saison | Équipe  | G  | AB  | R  | H  | 2B | 3B | HR | RBI | SB | BA   |
| ------ | ------- | -- | --- | -- | -- | -- | -- | -- | --- | -- | ---- |
| 2010   | Floride | 62 | 244 | 43 | 69 | 20 | 7  | 2  | 18  | 0  | .283 |
| Totaux | Totaux  | 62 | 244 | 43 | 69 | 20 | 7  | 2  | 18  | 0  | .283 |

Note : G = Matches joués ; AB = Passages au bâton; R = Points ; H = Coups sûrs ; 2B = Doubles ; 3B = Triples ; 
HR = Coup de circuit ; RBI = Points produits ; SB = Buts volés ; BA = Moyenne au bâton.